# Brill Fink
Brill Fink (Eigenschreibweise: Brill | Fink, bis 2017: Wilhelm Fink Verlag) ist ein deutscher Verlag. Er wurde 1962 von Wilhelm Fink in München gegründet und hat seinen Firmensitz derzeit in Paderborn. Zum 1. Januar 2017 wurde der Verlag Teil der niederländischen Verlagsgruppe Brill und firmiert seither unter seinem aktuellen Namen.

## Geschichte
Zunächst war der Verlag weitgehend auf literaturwissenschaftliche und philosophische Literatur spezialisiert. Insbesondere die Romanistik Konstanzer Provenienz, aus der als „Flaggschiff“ des Verlags die Reihe Poetik und Hermeneutik hervorgegangen ist, und die Slawistik bildeten Schwerpunkte.
Der Wilhelm Fink Verlag partizipierte seit 1971 an der 1970 gegründeten UTB-Reihe und kam dadurch in Kontakt mit dem Verlag Ferdinand Schöningh, der den Verlag später vollständig übernahm. Infolge der Übernahme wechselte der Firmensitz im Jahr 2001 von München nach Paderborn.

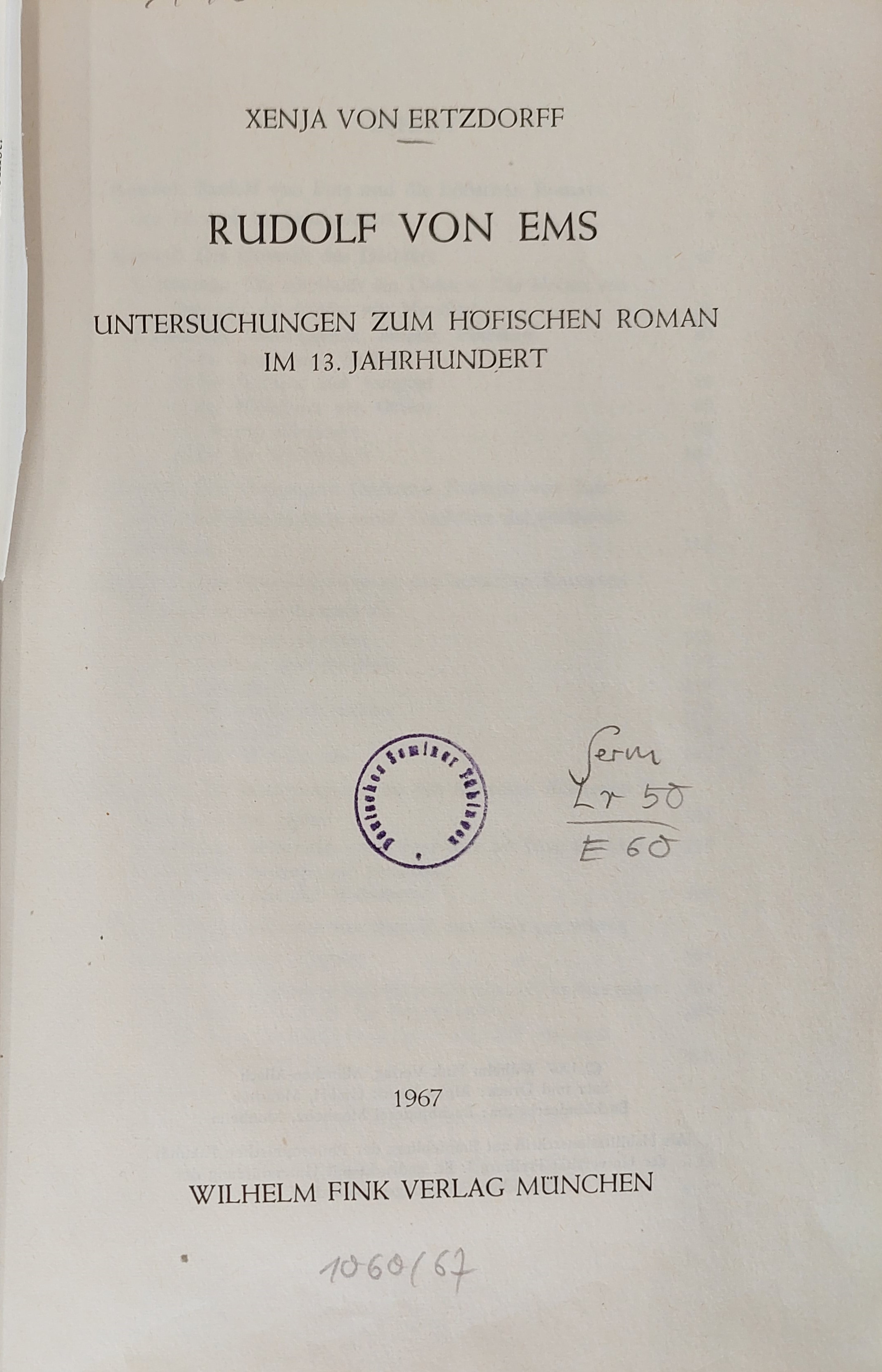
Xenja von Ertzdorff (1967)

Unter dem Verleger Ferdinand Schöningh wurden die Programmschwerpunkte neu ausgerichtet: In den Mittelpunkt rückten Bild- und Medienwissenschaften, Kulturgeschichte und Philosophie. Im Juni 2010 gründete der Verlag gemeinsam mit der Universität Konstanz die Konstanz University Press (KUP). Am 1. Januar 2017 wurden Fink, Schöningh und KUP vom niederländischen Wissenschaftsverlag Brill übernommen. Zum Frühjahr 2018 wechselte Konstanz University Press zum Göttinger Wallstein Verlag mit der Begründung, nicht mit einem börsennotierten Unternehmen zusammenarbeiten zu wollen.